# 弗雷埃兰德贡杰
弗雷埃兰德贡杰（Freelandgunj），是印度古吉拉特邦Dohad县的一个城镇。总人口16084（2001年）。

## 人口
该地2001年总人口16084人，其中男性8328人，女性7756人；0—6岁人口1875人，其中男992人，女883人；识字率77.49%，其中男性为85.09%，女性为69.34%。